# Hot Rats
Hot Rats (engl. für Heiße Ratten, eine Textzeile aus dem Stück Willie the Pimp) ist das zweite Solo-Album von Frank Zappa und wurde im Jahr 1969 veröffentlicht. Es erreichte Platz 9 der britischen Charts. Damit war es das erste Top-Ten-Album Zappas weltweit.
Das Album gilt als eines der ersten Jazzrock-Alben und stellt eine Zäsur in Zappas musikalischem Stil dar. Die Langspielplatte enthält, bis auf eine Ausnahme, ausschließlich instrumentale Musikstücke. Erstmals verzichtet Zappa auf Einwürfe im Stil der Neuen Musik, insbesondere der Musique concrète, auf collagenartige Stilwechsel und gesprochene Abschnitte, die für seine vorherigen Alben typisch waren. Zappa stellte seine Mitmusiker für diese Produktion vollständig neu zusammen. Das Album erschien, nachdem er die Auflösung der Mothers of Invention erklärt hatte. Zappa spielte mit einer eigens zusammengestellten Gruppe, der auch sein Jugendfreund Captain Beefheart, der Violinist Don Sugarcane Harris und mehrere professionelle Sessionmusiker wie John Guerin angehörten, zusammen.
Für die Produktion von Hot Rats nutzte Zappa die gerade verfügbar gewordene 16-Spur-Tonbandtechnik, mit deren Hilfe er vielschichtige Bläsersätze arrangierte.

## Entstehungsgeschichte

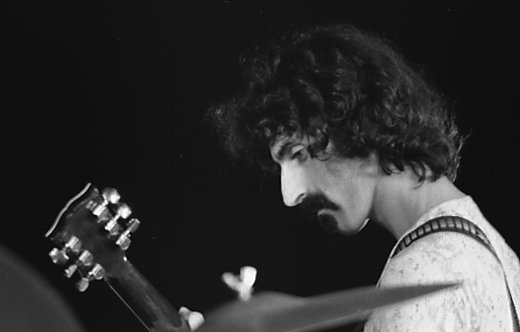
Frank Zappa im Theatre de Clichy, Paris, Anfang der 1970er Jahre

Das Jahr 1969, in dem Hot Rats produziert wurde, war für Frank Zappa ein Jahr des Umbruchs. Als Frontmann der 1964 gegründeten Mothers of Invention hatte Frank Zappa mit seinen Werken zunehmend Erfolg bei den Medien und beim Publikum. Vom ersten Album Freak Out! (1966) ausgehend, das auch als „mutigstes Debütalbum der Rockgeschichte“ bezeichnet wird hatte Zappa einen eigenen Stil geschaffen, der sich in den folgenden Alben, wie We’re Only in It for the Money, fortsetzte. Diese Rockalben waren collagenartig mit Fragmenten und Anleihen aus anderen Genres, wie Surf-Rock, Doo Wop oder auch Neuer Musik verschränkt. Die Texte waren oft satirisch und gesellschaftskritisch und enthielten viele Anspielungen auf die Freak- und Rockmusik-Szene.
Nach der Veröffentlichung des kommerziell wenig erfolgreichen Albums Uncle Meat im April 1969 war Zappa jedoch mit der von ihm und den Mitmusikern als Personengesellschaft geführten Band nicht mehr zufrieden. Er beklagte in späteren Interviews, dass das Publikum die musikalische Qualität seiner Musik nicht zu schätzen wisse, und bemängelte die begrenzten musikalischen Fähigkeiten der anderen Bandmitglieder. Der ausbleibende kommerzielle Erfolg führte darüber hinaus zu finanziellen Schwierigkeiten. Im Juni 1969 verlangte Zappa das Ende der Mothers of Invention. Der letzte Auftritt in der Original-Besetzung war am 18. August 1969.

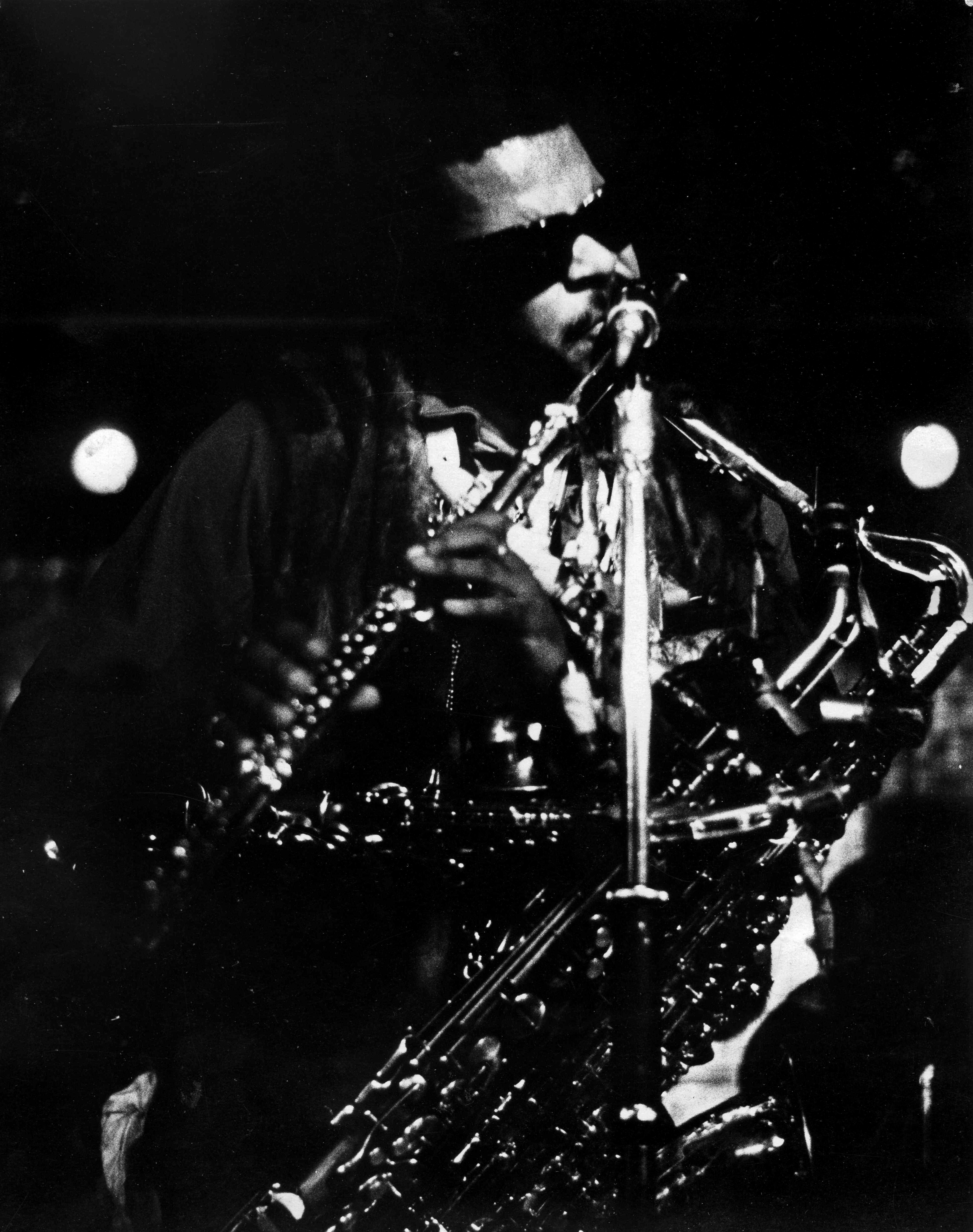
Roland Kirk, 1970er Jahre

In diese Zeit fällt die Produktion des Albums Hot Rats. Im April 1969 waren die Mothers of Invention beim Boston Globe Jazz Festival aufgetreten und Zappa hatte dabei den Jazz-Saxophonisten Rahsaan Roland Kirk eingeladen, mit der Band zu spielen. Der Auftritt war ein großer Erfolg. Der Anglist und Zappa-Biograf Kelly Fisher Lowe sieht in diesem Jazz-Auftritt eine der Initialzündungen für Hot Rats. Zappa habe auf dem Album die Ideen aus Boston weiterentwickelt.
Im Sommer 1969 begann Zappa, im Keller seines Hauses für das Hot Rats-Projekt zu proben. Er spielte zunächst mit Roy Estrada (der allerdings auf den Aufnahmen nicht zu hören ist) und Ian Underwood. Später hinzu kamen Bassspieler Max Bennett sowie Jazz-Schlagzeuger Paul Humphrey, der bereits mit Wes Montgomery und Lee Konitz zusammengearbeitet hatte. Zusätzlich verpflichtete Zappa für das Schlagzeug den Studio-Musiker John Guerin, der auch für Quincy Jones arbeitete und bereits 1967 auf Zappas erstem Solo-Album Lumpy Gravy gespielt hatte. Außerdem hatte Zappa den Produzenten Johnny Otis als Bandleader engagiert, um in den letzten beiden Juli-Wochen Aufnahmen in den TTG Studios zu machen. Zappa hatte Otis als Schüler in Lancaster kennen gelernt und schätzte seine Arbeit als Produzent und sein gutes Gespür für Rhythm and Blues. Otis hatte seinen Sohn Shuggie in das Studio mitgebracht und ihn den Bass für Peaches en Regalia einspielen lassen. Über Johnny Otis nahm Zappa auch Kontakt zu dem Jazzviolinisten Don Sugarcane Harris auf. Harris hatte das von Zappa sehr geschätzte Rhythm-and-Blues-Stück Leavin' It All Up to You eingespielt und war zu diesem Zeitpunkt wegen eines Drogendelikts inhaftiert. Zappa stellte eine Kaution und engagierte Harris für die Violinenparts. Harris spielt auf Hot Rats ausschließlich elektrische Geige.
Der Produzent Richard Bock, dem Zappa Aufnahmen von Hot Rats vorgespielt hatte, vermittelte den Kontakt zu dem Jazz-Violinisten Jean-Luc Ponty, der schließlich auf It Must Be a Camel einen kurzen Part beisteuerte. Dies lieferte den Anstoß für die spätere Zusammenarbeit, die sich vor allem im 1970 veröffentlichten Album King Kong: Jean-Luc Ponty Plays the Music of Frank Zappa manifestierte.
Die Wurzeln von Hot Rats reichen weit zurück. So finden sich auf dem Album Themen aus der Partitur für den Film The World Greatest Sinner von Timothy Carey, die Zappa in den frühen 1960er Jahren komponiert hatte und die am 17. Dezember 1961 vom 52-köpfigen College-Orchester Pamona Valley Symphony Orchestra eingespielt worden war.
Hot Rats erschien am 15. Oktober 1969. Der Titel des Albums greift eine Textzeile des Stücks Willie the Pimp auf.

## Stilistische Einordnung

### Jazzrock
Hot Rats wird dem Jazzrock zugerechnet, einem Musikstil, der Elemente des Rock und des Jazz miteinander verbindet. Großzügige Jazz-Improvisationen und „Jazz-Deutungen“ bilden die Schwerpunkte des Albums.
Es gibt in der Literatur keine abschließende Untersuchung, ob Zappas Entschluss, mit Jazzmusikern zusammenzuarbeiten, durch die einsetzende Popularität des Jazzrocks verursacht wurde oder ob Zappa selbst als treibende Kraft dieser Entwicklung einen neuen Schub gab. Zappa hat jedenfalls früh Elemente des Jazz in seinen Aufnahmen verwendet, etwa mit Invocation And Ritual Dance of the Young Pumpkin auf dem Album Absolutely Free. Dieses war im Jahr 1966 – und damit weit vor dem Einsetzen der Popularität des Jazzrock – aufgenommen worden. Auch in seinem ersten Solo-Album Lumpy Gravy verwendet Zappa collagenartig eingearbeitete Jazz-Passagen. Auf dem Vorgänger-Album von Hot Rats, Uncle Meat, findet sich mit King Kong ein 18 Minuten langes instrumentales Jazzrock-Stück, das Raum für vier Improvisationen verschiedener Solisten gibt. Das Album Weasels Ripped My Flesh, das zwischen 1967 und 1969 aufgenommen wurde und 1970 nach Hot Rats erschien, enthält die Jazzrock-Stücke Get a Little und The Orange County Lumber Truck. Zu den reinen Jazzrockplatten Zappas zählen neben Hot Rats die 1972 veröffentlichten Alben Waka/Jawaka und The Grand Wazoo.

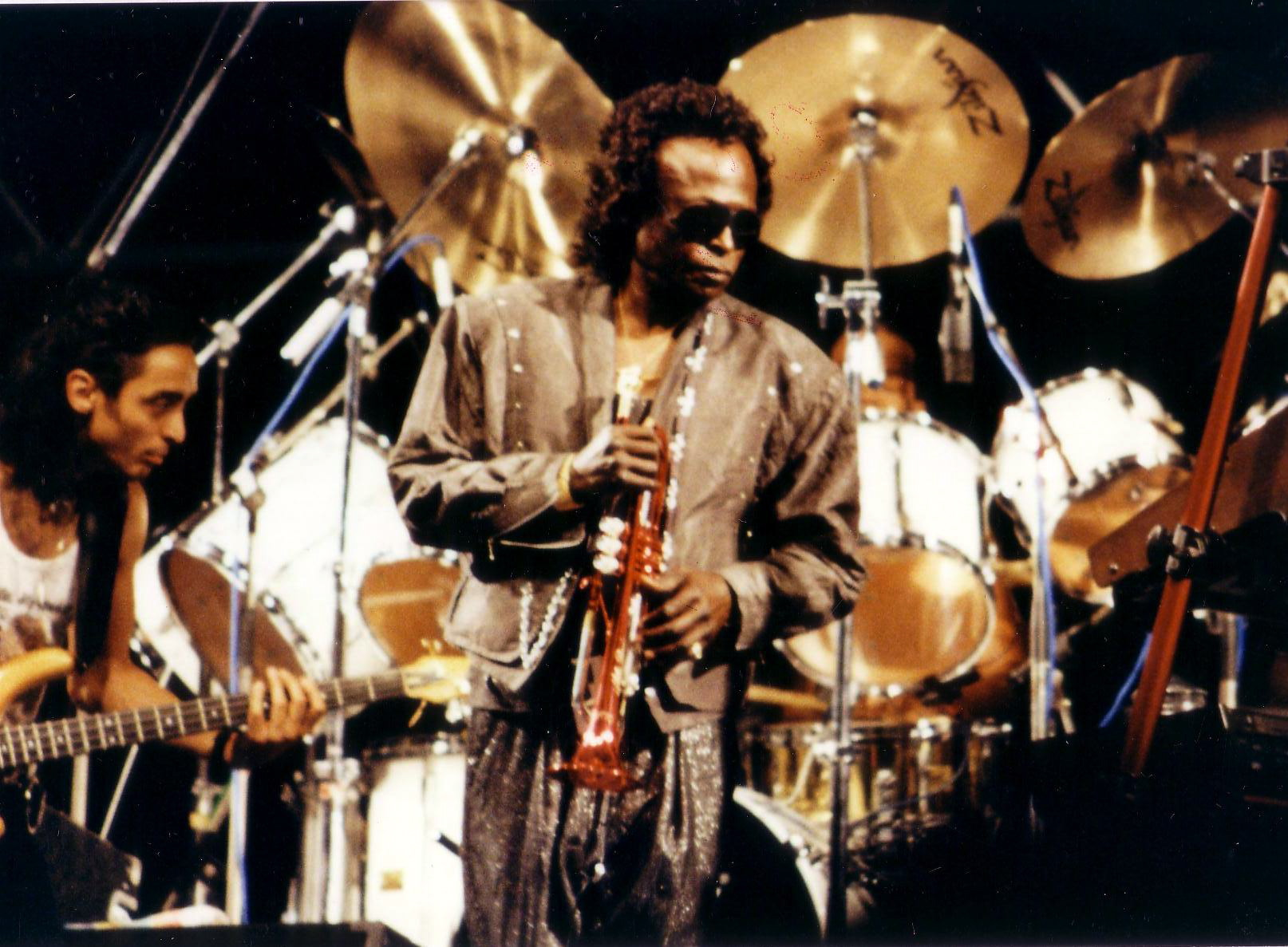
Miles Davis in Nizza, 1989

Einige Musikkritiker bezeichnen Hot Rats als erstes Jazz-Fusion-Album. Es erschien etwa zur gleichen Zeit wie Bitches Brew von Miles Davis, das Album, das allgemein als Initialzündung für die Popularisierung dieses Genres gilt. Gleichwohl bemerkt Kelly Fisher Lowe, dass das Album letztlich dichter am Blues als am Jazz zu verorten ist. In der Mischung von Rock, Jazz und Blues hält Lowe das Album für fortschrittlicher als Zappas frühere Werke, auch weil die Stücke wesentlich komplexer komponiert und arrangiert sind. Noch ein ganzes Stück weiter als Kelly Fisher Lowe geht Ingo Meyer, der meint, Hot Rats habe bei genauer Betrachtung überhaupt nur wenig mit Jazzrock zu tun, was er durch eine musikalische Analyse jedes einzelnen Stücks des Albums zu zeigen versucht. Für Meyer besteht dabei kein Widerspruch zu der Tatsache, dass Zappa bei Hot Rats und auch später immer wieder Musiker mit Jazzhintergrund für seine jeweilige Band engagierte: "Leute mit Jazz-Hintergrund waren in Zappas Besetzungen fortan gern gesehen, weil sie ihre Instrumente vollständiger und umfassender beherrschen als Rockmusiker. Überhaupt erst dieses fortan nicht mehr unterschrittene Niveau erlaubte Zappa die immer weiter gesteigerten technischen Ansprüche an spätere Bandformationen."
Das Klangbild des Albums ist durch elektrisch verstärkte Instrumente, neue elektronische Klangerzeuger und Klangverfremder geprägt. Zappa verzichtet in dem Album erstmals vollständig auf dadaistische Klangcollagen im Stile der Musique concrète und auf den Bezug zur Neuen Musik.

### Aufnahmetechnik und Instrumentierung

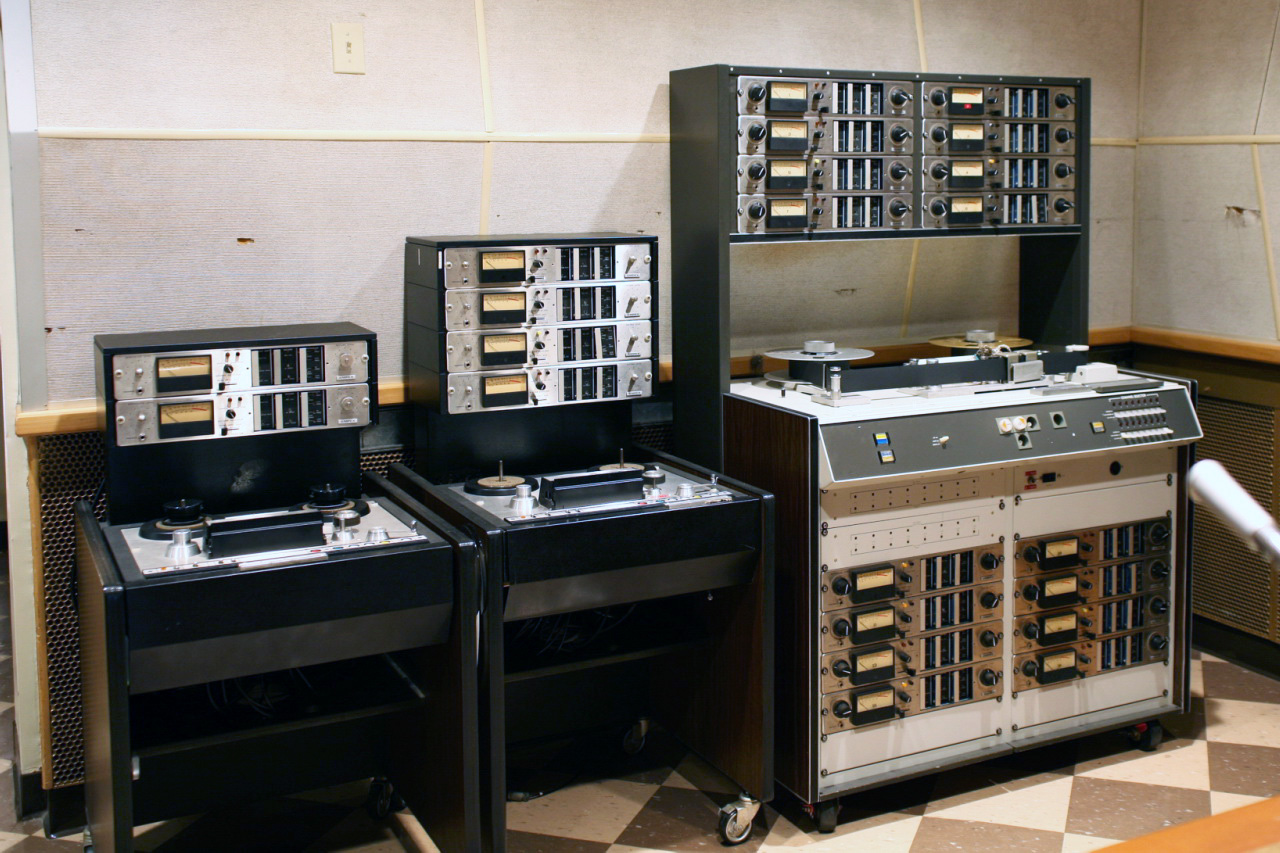
Um 1970 verfügbares 16-Spur-Aufnahmegerät Ampex MM1000 (rechts)

Hot Rats ist ein reines Studio-Album, das intensiv von den Möglichkeiten des Overdubs Gebrauch macht. Dabei werden verschiedene Tonspuren eines Mehrspurrekorders nacheinander bespielt und schließlich abgemischt, um eine vielstimmige Aufnahme zu erhalten. Dies ermöglicht es, mit nur wenigen Musikern ausladende Klangarrangements zu erzeugen. Das Whitney Studio in Glendale, in dem Teile von Hot Rats aufgenommen wurden, verfügte als eines der ersten Studios über ein Aufnahmegerät mit 16 Spuren. Zappa konnte mit dessen Hilfe komplex arrangierte Bläsersätze gestalten, die von Ian Underwood alleine eingespielt wurden und die Kelly Fisher Lowe überschwänglich als „Mischung aus musikalischer Meisterschaft und Studio-Zauberei“ bewertet.
Zappa selbst betonte mehrfach, dass die Möglichkeit, mit einem 16-Spur-Gerät arbeiten zu können, der wirkliche Grund für die Studioarbeit am Album Hot Rats gewesen sei und dass die Nutzung des Overdubs sogar die Essenz des Albums ausmache. Nach eigenen Angaben war Zappa nach Les Paul, welcher eher experimentell gearbeitet hatte, der erste, der die 16-Spur-Technik für die Produktion eines Albums nutzte. Zu dieser Zeit wurde die analoge Aufnahmetechnik noch von Bandmaschinen mit vier oder acht Tonspuren dominiert.
John Guerin berichtet, dass in den Aufnahmesitzungen das Band ununterbrochen mitlief. Zappa ließ Guerin ohne Musik auf dem Schlagzeug Grooves und einzelne Improvisationen entwickeln. Die fertigen Stücke entstanden dann im Regieraum.
Zu dem besonderen Klang des Albums trägt auch die große Pfeifenorgel bei, die von Ian Underwood gespielt wurde und in der Besetzungsliste von Hot Rats als Organus Maximus bezeichnet wird. Sie war im Whitney Studio, in dem viele religiöse Musikstücke aufgenommen wurden, installiert.
Frank Zappa und Toningenieur Dic Kunc nutzten das Whitney-Studio später für weitere Plattenprojekte, etwa für Trout Mask Replica von Captain Beefheart oder Pretties for You (1969), das erste Studioalbum von Alice Cooper.

## Veröffentlichungen
Die Langspielplatte erschien am 10. Oktober 1969 in den USA bei Bizarre Records, den weltweiten Vertrieb besorgte Reprise Records. Das Album erfuhr bis Ende der 1970er Jahre mehrere Wiederauflagen. Am 2. November 1986 wurde die Platte im Rahmen der Old Masters Box neu herausgegeben. Auf Compact Disc erschien das Album im September 1987 in Amerika bei Rykodisc und in Europa bei Zappa Records. Die CD-Version war von Zappa neu abgemischt worden, dabei hatte er mit Hilfe der Original-Studio-Aufnahmebänder auch Änderungen an den Klangeigenschaften, der Instrumentierung und den Abläufen der Stücke vorgenommen. So ist beispielsweise The Gumbo Variations auf der CD etwa vier Minuten länger und in Little Umbrellas wurde eine Blockflötenpassage eingefügt. Eine Neuauflage der CD mit restauriertem Cover wurde 1995 von Rykodisc herausgegeben. 2019 erschien die 6-CD-Edition  The Hot Rats Sessions; das Set enthält unveröffentlichte Basistracks, seltene und unbearbeitete Mixe, Arbeitsmixe und relevante Takes aus dem Nachlass Zappas.

## Titelliste
| Nr. | Titel                  | Dauer Original-Vinyl (1969) | Dauer CD (1995) |
| --- | ---------------------- | --------------------------- | --------------- |
| 1.  | Peaches en Regalia     | 03:39                       | 03:37           |
| 2.  | Willie the Pimp        | 09:25                       | 09:16           |
| 3.  | Son of Mr. Green Genes | 08:58                       | 09:00           |
| 4.  | Little Umbrellas       | 03:09                       | 03:03           |
| 5.  | The Gumbo Variations   | 12:55                       | 16:57           |
| 6.  | It Must Be a Camel     | 05:15                       | 05:16           |

## Beschreibung der einzelnen Titel

### Peaches en Regalia
Peaches en Regalia (von engl. peach: Pfirsich und regalia: Ornat, Regalien), das erste Stück des Albums, ist ein präzise strukturiertes und eng geführtes Instrumentalstück, das wie eine Ouvertüre anmutet. Es unterscheidet sich darin von den folgenden Stücken, die viel Raum für Improvisationen lassen. Peaches en Regalia ist charakterisiert durch Klavier-Triller, Synthesizer-Läufe und einen tiefen Schlagzeugklang, der in der Mitte des Stereobilds angeordnet ist. Das Stück wirkt energetisch-dynamisch.
Es ist auf parodistische Weise pompös angelegt, vergleichbar mit späteren Titeln wie Regyptian Strut (Sleep Dirt, 1979), und profitiert von der Mehrspur-Tonbandtechnik, die das Stück die nahtlose Qualität des West-Coast-Jazz erreichen lässt.
Peaches en Regalia wurde als „eines von Zappas nachhaltigsten Stücken“ bezeichnet und gehört zu den wenigen Titeln des Musikers, die in Amerika gelegentlich im Radio gespielt werden. Es erschließt sich dem Hörer ohne große Anstrengung und wurde von Zappa später immer wieder aufgegriffen, so zum Beispiel auf vielen Live-Konzerten, aber auch auf den Alben Fillmore East, June 1971 (1971), Tinsel Town Rebellion (1981) und zwei Alben der Beat the Boots-Serie.

### Willie The Pimp

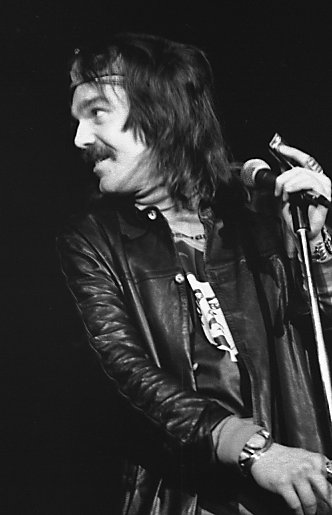
Captain Beefheart, Toronto, 1974

Auf Willie The Pimp (engl. f. Willie, der Zuhälter), dem einzigen vokalen Titel des Albums, singt Don Van Vliet, alias Captain Beefheart, mit dem Zappa gerade das Album Trout Mask Replica produziert hatte und den er schon von Jugend auf kannte.
Der Text und insbesondere der Titel ist von einem Interview inspiriert, das Zappa 1969 mit zwei Frauen in New York geführt hatte. Es wurde später, 1985, unter dem Titel The Story of Willie the Pimp auf der Mystery Disc des Album-Samplers The Old Masters Box One veröffentlicht. Im Lied beschreibt der „Möchtegern-Zuhälter namens Willie“, wie er mit gestylten Haaren, Khaki-Hose und polierten Schuhen in der Lobby eines Hotels steht und sein Mädchen anbietet: „Twenny dollah bill (I can set you straight)“ (engl. f. „Für zwanzich Dollar kann ich es dir bestens besorgen“), und sich über das Ansinnen eines Mannes im Anzug mokiert, die Prostituierte mit einem Verrechnungsscheck bezahlen zu wollen. Im Refrain werden umgangssprachliche, teils zweideutige und auf das Sexuelle anspielende Bezeichnungen aufgereiht: „Hot meat hot rats / Hot zitz hot wrists […]“ (engl. f. „Heißes Fleisch, heiße Ratten, heiße Zitzen, heiße Händchen“) Der Titel des Albums, Hot Rats, ist damit ein Zitat aus der ersten Refrainzeile.
Lowe bezeichnet das Lied als „urkomisch“ und sieht Parallelen zum Gangsta-Rap mit seinen Ausschweifungen, während Nicolas Slonimsky Bezüge zum Exploitation-Genre herstellt, indem er lakonisch bemerkt, dass Willie the Pimp den Ekel vor „unsauberen Tieren“ ausbeute.
Das über neun Minuten lange Stück beginnt mit einem Blues-Violinenriff von Don Sugarcane Harris. Zappa ergänzt das Schlagzeug (John Guerin) mit perkussiven Elementen, die den Groove des Stücks unterstützen. Max Bennett spielt dazu einen fließenden Walking Bass. Nach vier zweizeiligen Strophenblöcken folgt ein kurzer Gitarren-Break, dann erneut zwei Zeilen Strophe und der Refrain, zu dem parallel das Gitarrensolo einsetzt und das über den Refrain hinaus fortgesetzt wird. Nach einer Scat-Einlage wiederholt Beefheart den Refrain. Das während des Gesangs leicht zurückgenommene Solo setzt Zappa danach bis zum Ende des Stücks fort.
Die meisten Rezensenten nehmen das stark Wah-Wah-verzerrte Gitarrensolo positiv auf. Ben Watson beispielsweise bewertet es als innovativ und das beste von Zappa bis dahin aufgenommene Solo, Kelly Fisher Lowe bezeichnet es als Meisterstück, das zeige, in welche Richtung sich Zappa stilistisch entwickele. Lester Bangs vom Rolling Stone Magazine hingegen empfindet das Solo als lang, eintönig und in „erstaunlich einfachen Mustern“ geprägt. Es zeige, dass Zappa kein Jazz-Improvisator sei.

Chorus von Son of Mr. Green Genesmini|zentriert|Hörbeispiel des Themas mit hinzugefügten Akkorden

Mehrere Rezensenten heben Captain Beefhearts Blues-Stimme positiv hervor, der Musikrezensent Steve Huey vergleicht Beefheart mit dem Bluessänger Howlin’ Wolf.

### Son of Mr. Green Genes
Son of Mr. Green Genes (engl. f. Der Sohn von Herrn Grüne Gene) übernimmt das Thema vom Titel Mr. Green Genes vom Album Uncle Meat (1969) und wird als Grundlage für ausführliche improvisierte Soli genutzt, ein Verfahren, das Zappa bei älteren Stücken recht häufig anwandte. Lowe sieht in diesem „Recycling der eigenen Themen“ einen postmodernen Zug, es drücke die Langeweile und Erschöpfung des späten 20. Jahrhunderts aus.
Dem Stück liegt ein 16-taktiger Chorus zugrunde. Nachdem das Thema zweimal vorgestellt wird, folgen verschiedene Soli, die jeweils die Harmoniefolge (d-Moll, G-Dur, d-Moll, G-Dur, d-Moll, G-Dur, d-Moll, G-Dur, C-Dur, a-Moll, C-Dur, a-Moll, F/G-Dur, a-Moll, B-Dur, B-Dur) und Taktanzahl des Themas beibehalten. Das Thema wird insgesamt dreizehnmal wiederholt. In den Improvisationsteilen spielt hauptsächlich Zappa E-Gitarre, die Begleitung von Chorus zu Chorus variiert und ist durcharrangiert, zum Teil mithilfe eines umfangreichen Bläsersatzes.

### The Gumbo Variations

Gitarren- und Bassriff in The Gumbo Variationsmini|zentriert|Hörbeispiel Gitarren- und Bassriff

Das Stück The Gumbo Variations (engl. f. Die Gumbo-Variationen) besteht aus einem Gitarren- und einem Bassriff, die wiederholt gespielt werden und als Grundlagen für ausgedehnte improvisierte Soli dienen. Das Riff ist in G-Pentatonik mit den Intervallschritten 1½ – 1 – 1 – 1½ – 1 gehalten. Der Musikwissenschaftler Wolfgang Ludwig geht davon aus, dass den Musikern lediglich diese Riffs vorgegeben worden waren.
Das von Max Bennett gespielte Bassriff ist in Verbindung mit den beckenlastigen Schlagzeugfiguren von Paul Humphrey im Stil des Funks der späten 1960er Jahre gehalten. Das erste Solo spielt Ian Underwood auf dem Tenorsaxophon, gefolgt von Frank Zappa auf der E-Gitarre und schließlich Don Sugarcane Harris auf der elektrischen Geige. Auch Bass und Schlagzeug haben kurze Soli, allerdings lässt Zappa hier vor allem Underwood und Harris Raum, um sich vollständig entfalten zu können.

### Little Umbrellas und It Must Be a Camel

Vergrößerung und Verkleinerung der Rhythmik It Must Be a Camel, Takte 12 und 13mini|zentriert

Intervallsprünge unterschiedlicher Größe in It Must Be a Camel, Takte 3 und 4mini|zentriert

Little Umbrellas (engl. f. Kleine Schirme) und It Must Be a Camel (engl. f. Es muss ein Kamel sein) ähneln sich stilistisch. Beide Stücke sind stärker durchkomponiert als etwa The Gumbo Variations. Entsprechend weniger groß ist der Umfang von Improvisationen in den Aufnahmen. Der Instrumentalklang von Klavier, Bass und Percussion ist wenig elektronisch verfremdet. Beide Stücke sind durch weiten Tonumfang und eine Jazzharmonik, insbesondere alterierte Akkorde, Vier- und Mehrklänge, gekennzeichnet. Die Instrumentierung wechselt häufig, bemerkenswert ist, dass bei Little Umbrellas sogar die Blockflöte verwendet wird.
It Must Be a Camel weist in den Takten 12 und 13 eine für Zappa typische Vergrößerung und Verkleinerung der Rhythmik auf, dabei werden Notengruppen schneller oder langsamer gespielt, ohne dass sich die relative Länge der einzelnen Noten zueinander ändert. Ebenfalls charakteristisch für Zappa ist die Aneinanderreihung von Intervallsprüngen unterschiedlicher Größe, wie etwa in Takt 4, in dem sich die in der Rock- und Jazzmusik in dieser Häufung eher ungewöhnlichen Intervalle verminderte Quinte – große Sekunde – reine Quarte – große Septime – reine Quinte aneinanderreihen. Auch die Reihung von Quinten, etwa in Takt 3 und 4, betrachtet Wolfgang Ludwig auf elementarster Ebene als stilbildend.
Die ausladenden Bläser-Arrangements wurden nacheinander im Overdub-Verfahren aufgezeichnet. Bemerkenswert ist außerdem ein kurzer – auch als Break bezeichneter – Beitrag des Violinisten Jean-Luc Ponty, den Zappa mit an Edgar Varèse erinnernder Perkussion einleitet.

## Albumcover
Albumcover Hot Rats
 Externe Weblinks auf urheberrechtlich geschützte Inhalte.
- Vorder- und Rückseite des Covers. Zappa.com

Das aufklappbare Gatefold-Cover wurde von dem Kollagen-Künstler Cal Schenkel gestaltet. Es besteht aus einer Fotografie, die violett getönt erscheint. Es handelt sich jedoch in Wirklichkeit um eine Aufnahme mit Infrarot-Diafilm, vermutlich von Kodak. Die Aufnahme war lange Zeit dem Fotografen Ed Caraeff zugeordnet worden. Tatsächlich stammt die Aufnahme von Andee Nathanson, einer kalifornischen Fotografin, ehemalige Mitbewohnerin von Christine Frka (Modell dieses Covers) und Wegbegleiterin der GTO´s, die Zappa die Bilder für Front- und Backcover überlassen hatte. Bei der Neuauflage von "Hot Rats" wurde Nathansons Arbeit durch einen kleinen Eintrag auf dem Backcover des Booklets ("Fotos: Andee Nathanson") gewürdigt.
Beim Frontcover ist die Fotografie oben und unten von zwei weißen Balken horizontal gerahmt. Sie sind in versaler Groteskschrift oben mit „Frank Zappa“ und unten – fett ausgezeichnet – mit „Hot Rats“ beschriftet. Auf der Fotografie sind der Kopf und die Arme einer Frau zu sehen, die wie ein Zombie aus einem gemauerten Bassin heraufzusteigen scheint und den Betrachter direkt anblickt. Die Arme sind gespreizt, die Hände sind auf den Rand des Bassins gestellt und weisen von der Frau weg. Das Gesicht, von dem nur die obere Partie mit den dunkel umrandeten Augen und dem langen, stark gelockten Haar zu sehen ist, ist hell geschminkt. Im Hintergrund des verwilderten Gartens, in dem sich das Bassin befindet, ist eine Hecke mit einem Gartentor zu erkennen. Modell war die 18-jährige Christine Frka, die im Haushalt der Familie Zappa lebte und als Kindermädchen eingestellt war. Frka, von Beruf Kostümbildnerin, war außerdem Gründungsmitglied der Gruppe GTO’s, die von Zappa produziert wurde.
Die Rückseite zeigt das gleiche Motiv aus einer etwas niedrigeren Perspektive. Hier füllt das Foto die Fläche voll aus, in schwarzer Schrift sind im unteren Drittel die Titel des Albums aufgeführt. Die Innenseite zeigt verschiedene Fotografien von Zappa, Captain Beefheart, Ian Underwood und anderen Musikern, zum Teil als farbige Fotocollage.

## Rezeption
In den Vereinigten Staaten hatte das Album zunächst nur mäßigen Erfolg, es erreichte in den Billboard-200-Charts Platz 173. In Europa, vor allem dem Vereinigten Königreich, wurde die Platte wesentlich besser verkauft, sie erreichte in den British Album Charts Platz 9 und blieb dort mehr als sechs Monate. Das Album wurde einer von Zappas größten Erfolgen und etablierte ihn als virtuosen Musiker und Komponisten.
Im Rolling Stone Magazine besprach Lester Bangs das Album: Nachdem Zappas hochtrabende Ernste Musik und seine „schmierigen 50er-Jahre Routinen“ schwergängig geworden seien, würde das neue Album eine neue Richtung vorgeben, die von Captain Beefheart inspiriert sei. Besonders positiv hebt Bangs das Violinspiel von Don Sugarcane Harris hervor, während Zappas Soli als eintönig bewertet werden. Überhaupt findet Bangs lobende Worte für Zappas Mitmusiker, die jedes andere Rock-and-Roll-Jam-Album der letzten zwei Jahre schlügen. Wenn dieses Album Zappas neue Richtung anzeige, so müsse man sich auf einige „teuflische Ritte“ einstellen. Damit gehört Hot Rats zu den wenigen Alben, die vom Rolling Stone direkt nach Erscheinen positiv bewertet wurden.
Auch im The New Rolling Stone Album Guide blieb dreißig Jahre später dieser Tenor erhalten, Zappa als Komponist habe mit Hot Rats einen „majestätischen Höhepunkt“ erreicht.
Kelly Fisher Lowe konstatiert, dass Hot Rats bei den Musikkritikern nach Erscheinen und auch in der Zeit danach wenig Resonanz erzeugt habe. Es gibt nur wenig Literatur zu dem Album und oft wird es in Publikationen, die das Werk Zappas ausführlich beschreiben, nur kurz angerissen. Lowe sieht den Grund dafür darin, dass das Album als strategischer Rückzug auf eine für das Publikum verständliche Musik zu sehen ist. Der geringe kommerzielle Erfolg der vorherigen, avantgardistischen Werke wie Lumpy Gravy oder Uncle Meat habe in keinem Verhältnis zum Aufwand gestanden, der hineingesteckt worden sei. Lowe stellt die These auf, dass das Album auch die Enttäuschung Zappas über sein Publikum, über die gescheiterten Versprechen der sechziger Jahre und über die Mothers of Inventions ausdrücke. Nachdem er mehrere avantgardistische Alben, durchsetzt mit Elementen der Musique concrète, mit Insiderwitzen, Parodien und anthropologischen Beobachtungen des Musikerlebens veröffentlicht hatte, brachte er nun ein Album heraus, das vom Publikum verstanden wurde.

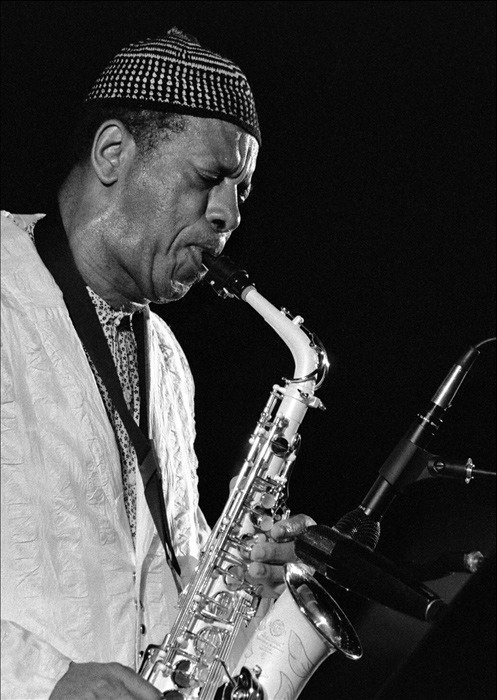
Ornette Coleman, 1994

Der Musikrezensent Ben Watson schreibt, dass Hot Rats im Wesentlichen ein „Underwood/Zappa duo album“ sei. Underwood sei in der Lage, verschiedenste Instrumente wie Orgel, Klavier, Flöte, Klarinette und Saxophon vom Blatt zu spielen. Er sei nach Joachim-Ernst Berendt zwar kein überzeugender Jazz-Solist gewesen, sein „lärmendes Wesen“ sei jedoch für die Musik Zappas perfekt gewesen.
Watson erkennt in der reichhaltigen Textur von Hot Rats Einflüsse von Igor Strawinsky und Nikolai Rimski-Korsakow. Über Ian Underwood habe auch der Jazz-Musiker Ornette Coleman einen verdeckten Einfluss auf das Album ausgeübt. Er konstatiert, dass das Album mit seinem „überschwänglichen Echtzeitklang“ einen deutlichen Kontrast zu den „dadaistischen Überraschungen“ des Vorgängeralbums Uncle Meat darstelle. Underwoods Orgelspiel vergleicht er in dessen „hochglanzpolierter Kraftwerksdynamik“ mit Shirley Scott oder Jimmy McGriff. Dabei würde das Album allerdings wegen Zappas bewusst übertriebener Melodieführung und der ausgesuchten Instrumentierung nie so aufgeblasen wirken wie viele Stücke des Progressive Rock. Das Album sei voll von augenscheinlicher Virtuosität, alles sei in Höchstleistung gespielt und aufgenommen worden und dieses Fehlen von Zurückhaltung und Verweigerung habe das Album so erfolgreich gemacht.
Steve Huey von AllMusic sieht das Album als Klassiker des Genres. Er hebt besonders die Verbindung von kompositorischer Raffinesse des Jazz mit schmutziger und skrupelloser Attitüde des Rocks hervor. Die drei improvisierten Stücke seien locker und schneidig, während eine überraschende gewundene Eleganz die durchkomponierten Stücke, wie etwa Peaches en Regalia, auszeichne. Besonders hebt er die direkte, geradlinige Darbietung und die instrumentelle Vielschichtigkeit hervor. Das Album präsentiere erstmals Zappas virtuose E-Gitarren-Soli; insbesondere das Solo auf Willie the Pimp wird positiv hervorgehoben. Insgesamt hätten nur wenige Jazzrock-Alben so frei zwischen den beiden Genres changiert und eine so große „standhafte Aufregung und Energie erreicht.“

## Nachwirkungen
Aus Jean-Luc Pontys Beitrag ergab sich das Nachfolgeprojekt Jean-Luc Ponty Plays the Music of Frank Zappa, bei dem die Besetzung des Hot Rats Albums mitwirkte.
Einige Aufnahmen, die während der Hot-Rats-Sessions in den Studios entstanden waren, verwendete Zappa in späteren Alben. So wurde etwa ein Violinensolo von Don Sugarcane Harris für das Stück The Little House I Used To Live In (Album Burnt Weeny Sandwich, 1970) verwendet, weitere Aufnahmen erschienen ebenfalls 1970 auf Chunga’s Revenge.
Albumcover Waka/Jawaka
 Externe Weblinks auf urheberrechtlich geschützte Inhalte
- Cover von Waka/Jawaka mit Verweis auf Hot Rats. Zappa.com

Nach Hot Rats veröffentlichte Zappa 1970 mit Burnt Weeny Sandwich und Weasels Ripped My Flesh zunächst noch zwei Alben, die hauptsächlich Aufnahmen der Mothers of Invention in Originalbesetzung beinhalteten. Auch die folgenden Alben, die viel Material von Bandtourneen seiner neuen Mothers-Formation enthielten, waren eher rockorientiert. Während einer unfallbedingt erzwungenen Tourneepause wandte sich Zappa kompositorisch wieder dem Jazz und auch den Arrangements für große Bigbands zu und spielte das jazz- und bigbandorientierte Album Waka/Jawaka ein, das im Juli 1972 veröffentlicht wurde. Es trägt auf dem Cover eine Zeichnung von Marvin Mattelsson, die ein Waschbecken mit zwei Wasserhähnen darstellt, welche mit Hot und Rats beschriftet sind. Es wurde auch als Hot Rats 2 bezeichnet. Barry Miles merkt an, dass die einspielende Band aus Studiomusikern bestand, die zuvor nie „gejammt“ hätten. Daher hätten sich die Improvisationen in „musikalischen Plattitüden“ verloren. Nach Aufnahme des auch als Hot Rats 3 bezeichneten folgenden Albums The Grand Wazoo, das in leicht veränderter Besetzung eingespielt wurde und im Dezember 1972 erschien, ging Zappa mit 20-köpfigem Orchester auf Konzerttournee. Diese Formation wurde als Mothers of Invention / Hot Rats / Grand Wazoo angekündigt.
Hot Rats hat auch den Komponisten Tom Scott beeinflusst, der die auf Hot Rats eingesetzten Musiker John Guerin und Max Bennett für eigene Projekte engagierte und die Mothers auf dem Album Rural Still Life als seine Lieblings Rock-and-Roll-Gruppe bezeichnete. Der Einfluss von Hot Rats lässt sich bis in die von Scott komponierten populären Filmmusiken erkennen.
Die Musiker Gareth „Gaz“ Michael Coombes and Daniel „Danny“ Goffey von der Band Supergrass benannten ihr Cover-Projekt nach dem Album von Frank Zappa HotRats.
Peaches En Regalia gehört zum Repertoire von Dweezil Zappas Zappa-Plays Zappa-Projekt mit Steve Vai und Napoleon Murphy Brock. Bei den Grammy Awards 2009 wurde das Stück in der Kategorie Best Rock Instrumental Performance (englisch für beste Darbietung eines Rockinstrumentals) ausgezeichnet.